# 劳塔哈
劳塔哈（Lauthaha），是印度比哈尔邦Purba Champaran县的一个城镇。总人口7744（2001年）。

## 人口
该地2001年总人口7744人，其中男性4888人，女性2856人；0—6岁人口794人，其中男419人，女375人；识字率75.06%，其中男性为78.09%，女性为69.89%。